# 国营西达农场
国营西达农场是位于中国海南省澄迈县一个类似乡级单位。

## 行政区划
下辖以下地区：
国营西达场部社区、红岗分场场部社区、和岭分场场部社区、昆仑分场场部社区、国营西达农场美新作业区、国营西达农场南大作业区、国营西达农场那仁作业区、国营西达农场大郎作业区、国营西达农场原八区、国营西达农场红岗分场一片区、国营西达农场红岗分场加东片、国营西达农场红岗分场八队片、国营西达农场红岗分场乐溪管区、国营西达农场红岗分场乐林管区、国营西达农场和岭分场一片作业区、国营西达农场和岭分场二片作业区、国营西达农场和岭分场三片作业区、国营西达农场和岭分场四片作业区、国营西达农场昆仑分场道殿作业区、国营西达农场昆仑分场荔枝头作业区、国营西达农场昆仑分场美合作业区和国营西达农场昆仑分场北高坡作业区。